# Limba istriotă
Limba istriotă este o limbă romanică vorbită de o parte a populației, în colțul de sud-vest a peninsulei Istria din Croația, în special în orașele Rovinj și Vodnjan.

## Clasificare
Istriota (a nu se confunda cu istro-româna, o limbă romanică de Est) este o limbă romanică în legătură cu populațiile din Ladin (Italia). Potrivit lingvistului italian Matteo Bartoli, zona Laden s-a extins până în 1000 d.Hr, de la sud la Istria la Friuli și spre estul Elveției.
Clasificarea acesteia rămâne neclară, din cauza specificului limbii, care a avut întotdeauna un număr foarte limitat de vorbitori. Istriota poate fi vizualizată ca:
- o limbă independentă din Italia de Nord, care nu aparține nici de limba venețiană, nici de grupul Gallo-Italic (opinie împărtășită de către lingviștii Tullio De Mauro și Maurizio Dardano);
- o variație de tranziție între italiana nordică, limba venețiană și limba dalmată care se află acum pe cale de dispariție;
- o limbă independenă a grupului Italo-Dalmațian;
- o limbă romanică independentă;[4]

Când Istria a fost o regiune a Regatului Italiei, istriota a fost considerată de către autorități ca un subdialect venețian.